# Aïn Mediouna
Aïn Mediouna är en ort i Marocko.   Den ligger i regionen Fès-Meknès, 220 km öster om huvudstaden Rabat.